# Џамал Крофорд
Аарон Џамал Крофорд (Сијетл, Вашингтон, 20. март 1980) је амерички кошаркаш. Игра на позицијама плејмејкера и бека, а тренутно је без ангажмана.
Међу његовим рекордима спада то што је постигао највише 3+1 поена у историји НБА.

## Средња школа и колеџ
Ишао је у Rainier Beach High School у Сиетлу где је био изузетан играч, чак је 1988 године повео свој тим до победе WIAA State Championship. Исту школу су похађали и неки НБА играчи као Нејт Робинсон и Теренс Вилијамс. После средње школе је уписао University of Michigan где је играо до драфта.

## НБА каријера

### Chicago Bulls (2000–2004)
Пошто је га је Кливленд изабрао на драфту, заменио га је за Крис Михма из Булса.
Прве године његове НБА каријере је имао проблема са шутем, мада је десет утакмица завршио са двовифреним учинком.
Друге године је одиграо само 23 утакмице због повреде, али и то му је било довољно да се покаже као свесврстан играч.
Треће године је одиграо 80 утакмица и стартовао у 31. Доста се побољшао у односу на претходне године, више није имао великих проблема са шутем.
Четврте и последње године у Булсу је ушао у почетну поставу где је у просеку имао 17 поена по утакмици. Те године је такође имао и најбољу утакмицу као члан Булса са 50 поена и 6 датих шутева за три поена. На крају сезоне је пребачен у Никсе.

### New York Knicks (2004–2008)
Крафорд се прикључио младом тиму Никса 2004. године где је прве сезоне одиграо 37 утакмица од којих се једна на којој је дао 41 поена издваја.
Друге сезоне је био шести играч ротације и није пуно играо. Завршио је сезону са просечних 14 поена по утакмици.
Треће године је одиграо 59 утакмица јер је имао проблема са повредом. Завршио је сезону са 20 поена по утакмици.
Сезоне 2007-2008 је понудио најбољу партију каријере са 52 дата поена, 16 узастопно датих кошева и 8 тројки.
Пета непуна година му је била последња у Никсу који га је после 11 одиграних утакмица заменио за Ал Харингтона из Вориарса.

### Golden State Warriors (2008–2009)
Одиграо је само једну сезони за Вориорсе. Лепо се уклопио у офанзивну игру јер је била конципирана на шуту за три поена и брзој игри. Одиграо је 59 утакмица и сваку је почео у стартној постави. Најбоља утакмица као члан Вориорса је била победа над Бобкетсима са његових 50 поена. Тако је постао четврти играч у НБА историји који је дао 50 или више поена у три различита тима. На крају сезоне је отишао у Хањкс.

### Atlanta Hawks (2009–2011)
Прве сезоне се још увек уклапао у нови тим. Друга година за Крафорда је била посебно успешна, иако ју је одиграо са клупе, првенствено због, по први пут, уласка у плејоф. Поставио је NBA record for most career 4-point plays(тренутно их има 37) и изабран је за  NBA Sixth Man of the Year Award. Хањкси су прошли у друго коло плејофа победивши Баксе у седмој утакмици на челу са Крафордом који је дао 22 поена. У другом колу су изгубили све четири утакмице од Меџика. И другу сезону је играо са клупе дајући солидних 14 поена и 3 асистенције по утакмици. Поново су ушлу у плејоф где су у првом колу победили Меџик, али су у другом изгубили од Булса. Исте сезоне је потписао уговор са Блејзерсима.

### Portland Trail Blazers (2011–2012)
Одиграо је 60 утакмица у скраћеној сезони за Блејзерсе са просечних 14 поена по утакмици и највећим процентом шута са линије слободног бацања који износи 92,7%. Блејзерси нису ушли у плејоф са рекордом 28-38.

### Los Angeles Clippers (2012–present)
Јула 2012. године је прешао у Клиперсе где има добру минутажу и добар учинак, и где још увек игра.

## Легенда-НБА статистика
| GP   | одигране утакмице          |
| GS   | стартоване утакмице        |
| MPG  | минутажа по утакмици       |
| FG%  | проценат шута за два поена |
| 3P%  | проценат шута за три поена |
| FT%  | проценат слободног шута    |
| RPG  | скокови по утакмици        |
| APG  | асистенције по утакмици    |
| SPG  | украдене лопте по утакмици |
| BPG  | блокови по утакмици        |
| PPG  | поени по утакмици          |
| BOLD | најбољи учинак у каријери  |

### Регуларна сезона
| Godina | Tim           | GP  | GS  | MPG  | FG%  | 3P%  | FT%  | RPG | APG | SPG | BPG | PPG  |
| 2000   | Chicago       | 61  | 8   | 17.2 | .352 | .350 | .794 | 1.5 | 2.3 | .7  | .2  | 4.6  |
| 2001   | Chicago       | 23  | 6   | 20.9 | .476 | .448 | .769 | 1.5 | 2.4 | .8  | .2  | 9.3  |
| 2002   | Chicago       | 80  | 31  | 24.9 | .413 | .355 | .806 | 2.3 | 4.2 | 1.0 | .3  | 10.7 |
| 2003   | Chicago       | 80  | 73  | 35.1 | .386 | .317 | .833 | 3.5 | 5.1 | 1.4 | .4  | 17.3 |
| 2004   | New York      | 70  | 67  | 38.4 | .398 | .361 | .843 | 2.9 | 4.3 | 1.3 | .3  | 17.7 |
| 2005   | New York      | 79  | 27  | 32.3 | .416 | .345 | .826 | 3.1 | 3.8 | 1.1 | .2  | 14.3 |
| 2006   | New York      | 59  | 36  | 37.3 | .400 | .320 | .838 | 3.2 | 4.4 | 1.0 | .1  | 17.6 |
| 2007   | New York      | 80  | 80  | 39.9 | .410 | .356 | .864 | 2.6 | 5.0 | 1.0 | .2  | 20.6 |
| 2008   | New York      | 11  | 11  | 35.6 | .432 | .455 | .761 | 1.5 | 4.4 | .8  | .0  | 19.6 |
| 2008   | Golden State  | 54  | 54  | 38.6 | .406 | .338 | .889 | 3.3 | 4.4 | .9  | .2  | 19.7 |
| 2009   | Atlanta       | 79  | 0   | 31.1 | .449 | .382 | .857 | 2.5 | 3.0 | .8  | .2  | 18.0 |
| 2010   | Atlanta       | 76  | 0   | 31.1 | .421 | .341 | .854 | 1.7 | 3.2 | .8  | .2  | 14.2 |
| 2011   | Portland      | 60  | 6   | 26.9 | .384 | .308 | .927 | 2.0 | 3.2 | .9  | .2  | 13.9 |
| 2012   | L.A. Clippers | 76  | 0   | 29.3 | .438 | .376 | .871 | 1.7 | 2.5 | 1.0 | .2  | 16.5 |
| Career |               | 888 | 399 | 31.6 | .411 | .350 | .854 | 2.5 | 3.8 | 1.0 | .2  | 15.4 |

### Плејофови
| Godina | Tim           | GP | GS | MPG  | FG%  | 3P%  | FT%   | RPG | APG | SPG | BPG | PPG  |
| 2010   | Atlanta       | 11 | 0  | 31.9 | .364 | .360 | .845  | 2.7 | 2.7 | .8  | .1  | 16.3 |
| 2011   | Atlanta       | 12 | 0  | 29.8 | .394 | .350 | .824  | 1.3 | 2.5 | .8  | .3  | 15.4 |
| 2013   | L.A. Clippers | 6  | 0  | 26.8 | .387 | .273 | 1.000 | 2.0 | 1.7 | .5  | .2  | 10.8 |
| Career |               | 29 | 0  | 30.0 | .380 | .341 | .850  | 2.0 | 2.4 | .7  | .2  | 14.8 |

## Успеси

### Појединачни
- Шести играч године НБА (3): 2009/10, 2013/14, 2015/16.
- НБА саиграч године (1): 2017/18.